# Wilhelm Schoof
Wilhelm Schoof (* 18. Juni 1876 in  Homberg (Efze); † 16. Mai 1975 in Willingshausen) war ein deutscher Germanist und Oberstudiendirektor in Bad Hersfeld.

## Leben
Schoof studierte und promovierte an der Universität Marburg. Seine akademischen Lehrer waren Edward Schröder, Ferdinand Wrede und Albert Köster. Seit 1908 war er Direktor der Luisenschule, einer Mädchenschule in Bad Hersfeld. Er gründete den Hersfelder Geschichtsverein, das Heimatmuseum und war als Heimatforscher in zahlreichen landesgeschichtlichen Vereinen aktiv. Schoof war Herausgeber der Heimatzeitschrift Hessenland und Mitglied der historischen Kommission für Hessen und Waldeck. Bedeutung erlangten seine akribisch recherchierten wissenschaftlichen Aufsätze und Briefeditionen zu den Brüdern Grimm. Seine Publikationen in den Jahren 1933 bis 1945 werden im Hinblick auf die Nähe zu völkisch-nationalsozialistischem Gedankengut kritisch beurteilt.
Ausdrücklich missbilligt der Senat der Philipps-Universität Marburg das Wirken Schoofs in der NS-Zeit.
Wilhelm Schoof lebte in Willingshausen.

## Auszeichnungen
Am 28. Juni 1952 wurde ihm die Ehrensenatorenwürde der Universität Marburg anlässlich der 425-Jahr-Feier für seine Verdienste um die Grimm-Forschung und um die hessische Volks- und Namenskunde verliehen. Im Jahr 1954 wurde er zum Ehrenpräsidenten des Schillerbundes ernannt. 1966 erhielt er die Goethe-Plakette des Landes Hessen. Zudem war er Ehrenmitglied des Schwälmer Heimatbundes und des Vereins für hessische Geschichte und Landeskunde. In Willingshausen wurde eine Straße nach Wilhelm Schoof benannt.

## Werke
- Die deutsche Dichtung in Hessen, 1901
- Die Schwälmer Mundart 1914
- Ferdinand Grimm als Buchhändler, 1957
- Zur Entstehungsgeschichte der Grimmschen Märchen, 1959
- Wilhelm Grimm, 1961
- Jacob Grimm, 1961
- Die Brüder Grimm in Berlin, 1964
- Flurnamenstudien eines Germanisten, 1967